# D'Orbigny (compagnie maritime)
Pour les articles homonymes, voir Orbigny.
L'armement d'Orbigny est une ancienne compagnie maritime française, créée en 1865 à La Rochelle par Alcide Charles Jean Dessalines d’Orbigny et Eucher Faustin.

## Historique
Le 10 janvier 1865, Alcide d’Orbigny et Eucher Faustin fondent la société A. d'Orbigny et E. Faustin pour le commerce de charbon de terre et de fer. L’extrait d’acte de la société précise l’objectif de la société de « faire le commerce des charbons de terre et de toutes autres marchandises, tant à l’intérieur qu’à l’extérieur de la France. »
L’entreprise débute donc avec des affrètements de navires de charbon entre La Rochelle et divers ports anglais. En 1870, la société achète son premier navire, le Phoenix, un trois-mâts goélette de 350 tonnes de port lourd – TPL- construit à Sunderland en 1869 et qu’elle rebaptise le Mary-Fanny, en l’honneur des prénoms des épouses des deux associés,.
En 1868, Eucher Faustin cède la place à son fils Georges, la société prend le nom de A. d’Orbigny et Faustin fils. Du fait de l’arrivée d’actionnaires locaux, la société poursuit son développement et loue un terrain de 800 m2 sur les quais du port pour y construire un entrepôt.
En 1872, elle passe commande de l’Océan construit à Bordeaux et acquiert d’occasion un navire anglais ; ils ont tous deux une capacité du double du Marie-Fanny. Le commerce s’étend alors au Pays basque et à la Cantabrie suivant un système de rotation – transport de charbon entre La Rochelle et l’Angleterre, chargement de poteau de mine au retour et transport de minerai de fer pour l’Espagne.
Entre 1874 et 1877, la société diversifie son activité en achetant cinq chalutiers – le Rochelais, le Normand et le Breton sont d’origine anglaise et les deux derniers, le Vendéen et le Verdon sont construits à Nantes. Néanmoins, cette activité ne s’avère pas lucrative et cesse en 1881.
En 1878, l’Atlantique, de 1 200 TPL, construit à Nantes vient remplacer le Ville de la Rochelle, naufragé sur les côtes anglaises en 1875.
À partir de 1880, la flotte s’agrandit encore avec l’arrivée sur trois ans de treize navires construits en Angleterre. Onze font entre 1000 et 2000 TPL et poursuivent le trafic de pondéreux dans le triangle La Rochelle – Angleterre – Espagne. Les deux derniers – le Panama et le Suez – sont de plus grosses unités avec 3000 TPL et sont destinés au tramping international. Le Panama transporte du minerai de fer d’Espagne vers les États-Unis et revient avec du charbon et des céréales ; le Suez est plutôt affecté à des voyages vers l’Asie mais aussi vers l’Amérique du Sud (Montevideo et Buenos Aires).
En 1890, deux navires de 2100 TPL construits à Sunderland viennent remplacer deux des trois navires perdus dans les années 1880 - Le Réaumur, le Saint Chamond et le Suez. L'État français octroie à la compagnie les droits de transport exclusifs entre la France et l'Algérie, ce qui élargit son rayon d’action.
Parallèlement à son activité d’entrepreneur, Alcide d'Orbigny est élu maire de La Rochelle en 1893, fonction qu’il assumera pendant 12 ans jusqu’en 1905. Il se peut que cette position au cœur des réseaux politiques lui soit une aide pour la compréhension et l’utilisation des lois de soutien de l’État à la marine marchande prises dans les mêmes années. 

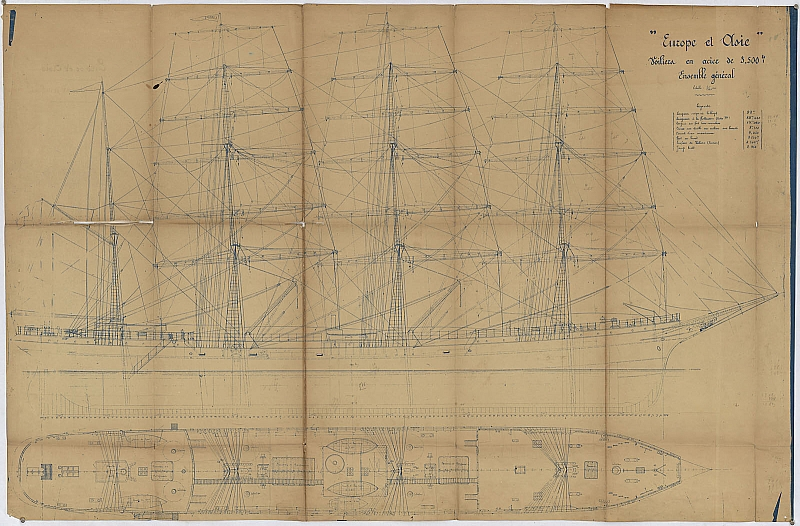
« Europe et Asie » : Voiliers en acier de 3500 tx

C’est ainsi que, à la suite de la loi de 1893 instituant les primes à la construction, la société passe commande aux Chantiers de Normandie Jean Laporte et Cie à Rouen de deux quatre-mâts barque de 3500 TPL, Europe et Asie, qui faisaient partie d’une commande plus importante de cinq voiliers dont les trois derniers ne verront jamais le jour. Mis en service en 1897, ils font du transport de blé entre l’Oregon et l’Angleterre. L’Asie effectue aussi des transports de nickel de Nouvelle-Calédonie. Ils seront exploités jusqu’en 1908, date à laquelle la compagnie les cédera à l’armement Bordes
En 1899, à la suite du décès de Georges Faustin, la compagnie est dissoute pour être reconstituée en intégrant un nouvel associé, Albert Capelle qui a épousé en 1890 Suzanne Dessalines d’Orbigny, une des nièces d’Alcide d’Orbigny. La société a alors trois actionnaires principaux, Alcide d’Orbigny, Franck Faustin (qui a succédé à son père) et Capelle. Elle prend le nom de A. d’Orbigny, Faustin fils et Cie.
En 1904, la société change à nouveau de nom pour devenir la Compagnie de navigation d’Orbigny et Faustin. 
Elle prend livraison entre 1906 et 1908 de six cargos de 3700 TPL construits au Havre par les Chantiers de la Méditerranée – La Vendée, Deux Sèvres, Indre, Sarthe, Mayenne et Loiret – destinés aux routes vers l’Algérie et la Tunisie et, parfois, vers le Sénégal pour les arachides.
Alcide d’Orbigny décède le 9 avril 1907, Albert Capelle lui succède. En 1909, l’entreprise est transformée en société anonyme et prend le nom de Compagnie de navigation d’Orbigny (CNO). 
Depuis la création de la compagnie, les navires hissent un pavillon aux couleurs de La Rochelle – bleu clair, rouge et vert clair – accompagné plus tard d’un écusson qui serait attribué à la famille d’Orbigny.
En 1909, la compagnie fait construire le Vosges, de 6200 TPL, cargo de tramping destiné à l’Asie. En 1912, profitant d’une conjoncture favorable, huit navires sont vendus – La Vendée et le Deux Charentes, et les six cargos de 3700 TPL acquis à partir de 1906 - les autres navires sont démolis et la compagnie opte pour l'acquisition d'unités neuves n'ayant que peu de dépenses d'exploitation. La perte du Vosges, qui s’échoue en 1914 lors d’un voyage au Brésil, laisse donc la compagnie sans navire.
En 1913, le siège social de la compagnie jusque-là resté à La Rochelle est transféré à Paris, les affaires ne pouvant plus se traiter localement. À partir de ce moment et jusqu'en 1928, année du décès de Capelle, la société va axer son activité sur le tramping international au long cours vers l'Extrême-Orient puis l'Amérique latine.
Entre 1915 et 1917, cinq navires de 7500 TPL sont alors commandés aux Chantiers de Sunderland mais, du fait de la guerre, deux seulement sont effectivement construits - Le Meuse est mis en service en 1915 mais torpillé en 1917 au large de l'Irlande par un sous-marin allemand, le Marne coulé le 28 juin de la même année au large de l'île d'Yeu ne fera que cinq jours. Capelle commande à nouveau plusieurs navires dont le premier, le Zénon, n'arrive qu'en 1921, laissant la compagnie sans navire pendant près de quatre ans. En l'espace de six ans, cinq vapeurs de 8 500 TPL sont mis en service - le Platon, le Solon, le Criton, le Myson et le Strabon et relient les ports de Bordeaux à Anvers pour l'Amérique latine - Montevideo et Buenos Aires.
Le choix de l'Argentine n'est sans doute pas un hasard. Un siècle plus tôt, en 1826, Alcide d'Orbigny embarque sur la corvette Meuse pour Rio de Janeiro dans une expédition soutenue par le Muséum d'histoire naturelle. Aussi, lorsque la compagnie décide d'ouvrir une ligne vers l'Argentine, son nom y est déjà connu et l'image positive laissée par Alcide profite largement à son implantation auprès des clients argentins, des concurrents qui ne s'aventurent de fait pas dans cette zone et auprès des marins.
Albert Capelle décède le 23 avril 1928 à Paris et est remplacé par son fils Marcel Capelle d'Orbigny alors âgé de trente-cinq ans et marin depuis 1923 dans la compagnie. Trois nouveaux navires sortent des chantiers anglais - le Moron, le Pavon et le Gazcon. Cette période des années trente est très favorable grâce à la loi d'aide à l'armement français du 12 juillet 1934 qui permet à la compagnie de commander de nouveaux navires dont le Fauzon et l' Arijon construits sur le même modèle que le Platon.
Lorsque la Seconde Guerre mondiale éclate, la compagnie possède dix navires auxquels s'ajoute le Lyon en cours de construction aux Chantiers de Normandie à Rouen. À la déclaration de guerre, tous les navires sont réquisitionnés. Le seul rescapé est le Fauzon, coulé en 1942 dans le port de Casablanca mais renfloué et réparé en 1943. En 1945, Marcel Capelle doit faire ainsi face à la quasi-disparition de sa flotte. De plus, la compagnie ne profite que peu de l'opportunité d'avoir des Liberty ships, navires américains cédés à la France dans le cadre du plan Marshall puisqu'elle n'en récupère qu'un seul, le Lyon 2 ex-Allen G. Collins - Delmas s'en voit accorder cinq, les Chargeurs réunis onze et la Compagnie générale Transatlantique trente-deux. Néanmoins, l'activité vers l'Amérique latine redémarre avec ces deux navires.
En 1947, Marcel Capelle commande quatre navires sur le modèle de ceux d'avant-guerre, des vapeurs à turbine de 7 700 TPL - le Dijon, le Vernon, le Chinon et le Redon. Malgré ce manque de modernité, la compagnie reste attractive pour les marins - le patron connait tout le monde, l'atmosphère y est familiale, le nom de la compagnie est associé au voyage et à l'aventure sans compter le haut niveau de formation des capitaines et la qualité de la protection sociale du personnel.
Elle reprend progressivement sa ligne régulière avec l'Amérique latine au départ d'Anvers. Les dommages de guerre permettent de plus la construction entre 1952 et 1955 de six autres navires par les Chantiers de Normandie - Chalon, Vierzon, Crozon, Gaillon, Lannion et Meudon - faisant repasser la flotte à son niveau d'avant-guerre avec onze bâtiments. Flotte renouvelée mais non rajeunie.
Mais cette période favorable ne dure pas. La situation économique des trois pays - Argentine, Brésil, Uruguay - et leur volonté de développer leur propre pavillon fragilise la rentabilité de la ligne. En septembre 1962, la CNO rejoint la Société anonyme pour l'exploitation de l'Atlantique Sud (SAEAS) constituée en 1959 par les Chargeurs réunis et Louis Dreyfus et Cie pour coordonner leurs lignes de fret sur cette zone. Cette décision l'amène à accepter un plan de fusion qui aboutit à des changements conséquents. Les deux autres compagnies vont en effet entrer dans le capital de la CNO, faisant perdre à celle-ci son caractère familial. Le 29 juin 1963, la Compagnie de navigation d'Orbigny est dissoute et devient la Nouvelle compagnie de navigation d'Orbigny. Entre 1963 et 1964, ses dix cargos sont revendus à l'Inde et la politique d’acquisition se réoriente vers l'achat de bateaux d'occasion - les Sauzon, Arzon, Salon puis les Courson, Javron et Clisson.
Fin 1965, les Messageries maritimes rachètent les parts des Chargeurs réunis et de Dreyfus si bien qu'à la fin des années soixante, la compagnie d'Orbigny devient une filiale des Messageries maritimes. Marcel Capelle quitte la direction de la compagnie en 1972 à 79 ans et devient Président d'honneur, il décède en 1980. Auparavant, en 1958, son gendre Jean Corpet est entré à la CNO comme agent commercial à la CNO à Buenos Aires. Marcel Capelle, veillant sur les intérêts de sa famille, propose en 1968 aux Messageries maritimes que Corpet prenne le poste de directeur. La proposition est acceptée mais ce rôle de directeur est très amoindri, la CNO étant devenue une filiale. C'est la fin de la dynastie familiale des d'Orbigny,,.
En 1977, les Messageries Maritimes fusionnent avec la Compagnie générale transatlantique pour former la Compagnie générale maritime (CGM), la Compagnie de navigation d'Orbigny passe alors sous le contrôle de la Société financière et maritime de participations puis la Financière de l'Atlantique, toutes deux filiales de la CGM Financière - elle-même maison mère de la CGM.
Dans les années quatre-vingt, le conteneur progresse sur l'Amérique latine mais la CNO n'a plus les moyens de s'adapter à cette évolution. Ses cargos, devenus obsolètes, sortent de la flotte entre 1979 et 1984. Ils ne seront remplacés que par le Thonon, ex-Éric Vieljeux de 1979 à 1984 puis le Toulon, ex-Zélande de 1983 à 1987. Pour le personnel de la compagnie, la sortie du dernier navire marque la fin de la compagnie et il manifeste son désarroi par un faire-part publié dans Ouest France le 28 novembre 1987 "Les navigants de la d'Orbigny ont la douleur de vous faire part du naufrage de leur Compagnie."
De 1990 à 1999, la CNO redevient armateur sous pavillon panaméen avec l'acquisition du cargo polyvalent Eiffel de la CGM (20 700 TPL). Il quitte la ligne Méditerranée-Amérique du Sud en 1993 pour être placé sur le marché international de l'affrètement. Vendu en 1999 à la Société Viking, il est donc le dernier navire de la CNO. Au total, la compagnie aura été propriétaire depuis sa fondation de 71 cargos, 5 chalutiers et 2 voiliers ,.
Pour compenser la diminution de sa flotte et préserver des emplois, la CNO se lance dès les années 1980 dans la gérance de navires de tiers. C'est ainsi qu'elle prend en charge pour cinq ans la gestion technique de deux rouliers porte-conteneurs, le Ro-Ro Genova et le Ro-Ro Manhattan construits par les chantiers France-Dunkerque pour la Société dunkerquoise d'armement et frétés par le groupe italien Costa sur une ligne entre le Moyen-Orient et les USA.
En 1993, la Financière de l'Atlantique fusionne la CNO avec la Société de travaux industriels et maritimes (STIM), qui assure entre autres des activités portuaires, pour former la STIM d'Orbigny. La compagnie est alors séparée en deux groupes avec la STIM d'Orbigny d'un côté qui assure des activités de manutention portuaire et la Compagnie de management d'Orbigny, créée en 1996 avec le groupe Viking et qui change de raison sociale en 2004 pour d'Orbigny Shipmanagement sur la gérance de navires. Elle est également un des actionnaires principaux de la compagnie de navigation La Méridionale qui assure du fret entre Marseille, la Corse et la Sardaigne.
Le musée national de la Marine a reçu en don une partie des archives de la CNO, entre autres des plans de navire qui sont conservés à la bibliothèque.

## Liste chronologique des navires[22]
- À la création : * achat d’un trois-mâts goélette à vapeur, Marie-Fanny (ex-Phoenix construit à Sunderland en 1869, revendu en 1878),
- En 1872 : achat de deux vapeurs à hélice, Océan de 700 TPL-tonnes de port lourd- (construit à Bordeaux en 1872, revendu en 1897) puis Ville de La Rochelle de 600 TPL (ex-anglais construit à Hartlepool en 1869, perdu en 1875)
- De 1874 à 1877 : mise en service de Valin I (ex-Lord Houghton construit en Angleterre en 1876, perdu en 1890) ; achat de 5 chalutiers à vapeur : Rochelais (1872) ; Breton (1873) ; Normand (1873) ; Vendéen (1875) ; Verdon (1877)
- De 1877 à 1879 : mise en service de deux navires, Atlantique (construit à Nantes en 1878, revendu en 1903) ; Marie-Fanny II (construit à Sunderland en 1878, perdu en 1896)
- De 1880 à 1883 :

- mise en service de 11 navires de 1000 à 2000 TPL, Réaumur I (construit à Sunderland en 1880, perdu en 1884) ; Montataire (construit à Newcastle en 1880, revendu en 1899) ; Boucau , Adour, Rive de Gier et La Rochelle (construits à Jarrow en 1882, revendus en 1908) ; Saint-Chamond (construit à Jarrow en 1882, naufrage en 1885) ; Commentry (construit à Sunderland en 1882, naufrage en 1896) ; Isergues (construit à Jarrow en 1882, naufrage en 1896) ; Trigniac (construit à Sunderland en 1882, perdu en 1892) ; 
- mise en service de deux navires de 3000 TPL : Panama (construit à Sunderland en 1881, revendu en 1904) ; Suez (construit à Jarrow en 1881, coulé en 1888) ;
- En 1890 : mise en service de deux navires de 2100 TPL Réaumur II et Valin II (construit à Sunderland en 1890, revendus respectivement en 1904 et 1908) ;
- En 1896 : mise en service du La Pallice de 1200 TPL (construit à Sunderland en 1896, perdu en 1904) et Ville de Bayonne de 2000 TPL (ex-Clarence, construit à Stockton en 1896, revendu en 1907)
- En 1897 : mise en service de deux quatre-mâts de 3 500 TPL Europe et Asie (construits à Rouen en 1897, revendus en 1908) ;
- En 1901 : mise en service de deux navires de 2200 TPL, Deux Charentes et La Vienne (construits à Newcastle en 1901, revendus en 1912)
- Entre 1906 et 1908 : mise en service de six cargos de 3700 TPL, Vendée ; Deux-Sèvres ; Indre ; Sarthe ; Mayenne  et Loiret (construits au Havre entre 1906 et 1908, revendus en 1912) ;
- En 1909 : mise en service du cargo de 6 200 TPL Vosges (construit à Sunderland en 1909, échoué en 1914) ;
- Entre 1915 et 1917 : mise en service de deux navires de 7500 TPL, Meuse (construit à Sunderland en 1915, torpillé en 1917) et Marne (construit à Sunderland en 1917, coulé 5 jours après sa mise en service) ;
- Entre 1921 et : mise en service du navire de 9000 TPL, Zénon (construit à Sunderland en 1921) puis série de 5 navires de 8500 TPL, Platon (construit à Sunderland en 1925, sabordé en 1944) ; Solon (construit à Sunderland en 1925, saisi par les Anglais en 1940, torpillé en 1942) ; Criton (construit à Hartlepool en 1927, saisi par les Anglais en 1941 puis coulé la même année) ; Myson (construit à Hartlepool en 1927, saisi par les Anglais en 1940, coulé en 1941) ; Strabon (construit à Hartlepool en 1928, saisi par les Allemands en 1943, bombardé en 1944) ;
- Entre 1930 et 1932 : mise en service de trois navires de 7 500 TPL, Moron (construit par O. Kilpatrick en 1930, sabordé en 1943) et Pavon (construit par O. Kilpatrick en 1930, bombardé et incendié puis échoué en 1940) puis Gazcon (construit à Glasgow en 1932, saisi par les Anglais en 1941, coulé en 1942) ;
- En 1938 : mise en service de deux navires de 7700 TPL, Arijon (construit à Hartlepool en 1938, torpillé en 1939) et Fauzon (construit à Hartlepool en 1938, coulé en 1942, renfloué et réparé en 1943, revendu en 1956) ;
- En 1940 : construction d’un navire de 7 700 TPL, Lyon (construit à Rouen en 1940, saisi par les Allemands avant la fin de la construction) ;
- En 1945 : attribution du Liberty ship ex-Allen G. Collins devenu Lyon II (construit à Portland en 1945, revendu en 1954)
- En 1947 : mise en service de quatre cargos de 7700 TPL, Vernon et Chinon (construits à Hartlepool en 1947, revendus à l’Inde en 1964) ; Dijon et Redon (construits à South Shield en 1947, revendus à l’Inde en 1963)
- Entre 1952 et 1955 : mise en service de six navires de 7790 TPL, Chalon (construit à Rouen en 1952, revendu à l’Inde en 1964) ; Crozon (construit à Saint-Nazaire en 1954, revendu à L’Inde en 1964) ; Vierzon (construit à Rouen en 1954, revendu à l’Inde en 1964) ; Gallion, Lannion et Meudon (construits à Rouen en 1955 et 1956, revendus à l’Inde en 1964)
- En 1964 : apport de 3 cargos par les Chargeurs réunis, Salon (ex-Issia, construit à Saint-Nazaire en 1951, revendu en 1972) ; Sauzon (ex-Léopold LD, construit à Saint-Nazaire en 1952, revendu en 1976) et Arzon (ex-Robert LD, construit à Saint-Nazaire en 1953, revendu en 1982)
- En 1965 : apport de 2 cargos par les Messageries Maritimes, Luchon (ex-Rhin, construit à Gdansk en 1961, revendu en 1980) et Ablon (ex-Rhône, construit à Gdansk en 1961, revendu en 1979)
- En 1970 : achat d’un cargo frigorifique de 3350 TPL, Hirson (ex-Alterblick, construit à Hambourg en 1959, revendu en 1972)
- En 1971 : mise en service du Langon (construit à Gdynia en 1971, transfert aux Messageries maritimes en 1972)
- Entre 1971 et 1977 : achat d’occasion de 3 cargos, Courson (ex-Arya Dad, construit à Szczecin pour l’Iran, revendu en 1985) ; Javron (ex-Ilkon Dalio du Libéria, construit à Sunderland en 1966, revendu en 1985) ; Clisson (ex-Velocity de Grèce, construit à Warnemünde en 1969, revendu en 1980)
- En 1979 : apport d’un cargo porte-conteneur par la Société navale chargeurs Delmas Vieljeux, Thonon (ex-Eric Vieljeux, construit à La Ciotat en 1972, revendu en 1984)
- En 1983 : apport d’un navire par la Compagnie générale transatlantique, Toulon (ex-Zélande, construit à Dunkerque en 1972, revendu en 1987)
- En 1990 : achat d’un cargo de la CGM sous pavillon panaméen, Eiffel (construit à Yokohama en 1977, revendu en 1999).

### Ouvrages
- Compagnie de navigation d'Orbigny, Compagnie de navigation d'Orbigny : 1865-1950, Paris, Société d'"ditions géographiques, maritimes et coloniales, 1952, 170 p.
- Jean Randier (préf. François Essig), Histoire de la marine marchande française : des premiers vapeurs à nos jours, Rennes, éd. Maritimes & d'Outre-Mer, 1980, 452 p.
- Bernard Cassagnou (préf. Pierre Léonard et d'Alain Plessis), Les Grandes Mutations de la Marine marchande, vol. 2, Paris, Comité pour l'histoire économique et financière de la France, coll. « Histoire économique et financière de la France. Études générales », 2002, 1252 p. (ISBN 2-11-093696-7, BNF 39132357)
- Société des forges et chantiers de la Méditerranée, Cargo-boat Vendée pour MM. d'Orbigny, Faustin et Cie : Spécifications, Paris, Imprimerie Chaix, 1904, 49 p.
- (en) William Gray & Co, Specification of Steam Reciprocating Propelling Machinery to be built for the Cie de Navigation d'Orbigny, West Hartlepool, William Gray & Co, 1926, 77 p.Compagnie de navigation d'Orbigny
- (en) William Gray & Co, Specification of Steel Screw Steamer, N° 984 & 988, to be built for the Cie de Navigation d'Orbigny, West Hartlepool, William Gray & Co, 192?, 67 p.Compagnie de navigation d'Orbigny

### Articles
- Thomas Corpet, « La Compagnie de navigation d'Orbigny : cent vingt ans d’un armement familial rochelais », Chasse-Marée, no 178,‎ mai 2005, p. 18-33 (ISSN 0292-4609)
- Gérard Cornier, « La Compagnie de navigation d’Orbigny : un sillage refermé sur l’Amérique du Sud », Navires & Marine marchande, no 24,‎ juillet 2005, p. 20-36 (ISSN 1626-7761)
- Hans Pedersen, « La Compagnie de navigation d’Orbigny », Jeune Marine, nos 79 et 80,‎ sept-oct et nov-déc 1988, p. 12-19 et 21-22 (ISSN 2107-6057)
- Gérard Cornier, « La Compagnie de navigation d’Orbigny, armateur depuis 1865 », French Lines, no 69,‎ octobre 2010, p. 3-6 (ISSN 1280-9861, lire en ligne, consulté le 6 juillet 2015)